# 대흥향교
대흥향교(大興鄕校)는 대한민국 충청남도 예산군 대흥면에 있는 조선시대의 향교이다. 1997년 12월 23일 충청남도의 기념물 제136호로 지정되었다.

## 개요
향교는 공자와 여러 성현께 제사를 지내고 지방민의 교육과 교화를 위해 나라에서 세운 교육기관이다.
대흥향교는 조선 태종 5년(1405)에 처음 지었다고 전한다.
건물 배치는 앞쪽에 교육 공간으로 명륜당이 있고, 뒤쪽에 제사 공간인 대성전이 있어 전학후묘의 형태를 따르고 있다.
대성전은 앞면 3칸·옆면 3칸 규모로, 지붕은 옆면에서 볼 때 사람 인(人)자 모양인 맞배지붕이다. 지붕 처마를 받치기 위해 장식하여 만든 공포는 새 날개 모양으로 짠 익공 양식으로 꾸몄다. 안쪽에는 공자를 비롯하여 중국과 우리나라 성현들의 위패를 모시고 있다. 학생들이 모여 공부하는 강당인 명륜당은 앞면 3칸·옆면 1칸 규모이며, 지붕은 맞배지붕이다. 이외의 건물로 동무와 서무 등이 있다.
조선시대에는 나라에서 토지와 노비·책 등을 지원받아 학생들을 가르쳤으나, 지금은 교육 기능은 없어지고 제사 기능만 남아 있다.

## 참고 자료
- 대흥향교 - 국가유산청 국가유산포털